# Sarja
Sarja (russisch Заря ‚Morgenröte‘) oder FGB (Abkürzung für russisch функционально-грузовой блок, englisch Functional Cargo Block, deutsch Lager- und Funktionsmodul) ist das erste Modul der Internationalen Raumstation (ISS).

## Entwicklung und Bau
Die USA hatten zu Baubeginn der ISS keine Erfahrung im Bau von Antriebsmodulen für eine Raumstation. Um Entwicklungskosten einzusparen, wurde Sarja im Auftrag der USA vom Raumfahrtunternehmen GKNPZ Chrunitschew in Russland entwickelt und gebaut. Die Kosten für den Bau von Sarja wurden von den USA übernommen, was ein Umdenken im US-amerikanischen Raumfahrtprogramm darstellte, das bis dahin weitgehend auf ausländische Technik verzichtet hatte. Bei Bau und Entwicklung von Sarja wurde intensiv auf Pläne der TKS-Raumfähre zurückgegriffen, die bereits Grundlage für einige Module der Raumstation Mir war. Der wesentliche Vorteil des TKS-Moduls liegt darin, dass es sich komplett selbst über Solarzellen mit Energie versorgt und über eingebaute Triebwerke und Steuerdüsen Manöver zur Lageregelung vornehmen kann. Das Modul ist zylinderförmig mit einem kugelförmigen Kopfteil und konischem Heck, hat eine Länge von 12,6 Metern und einen maximalen Durchmesser von 4,1 Metern. Die beiden Solarzellenflächen (jeweils rund 10,7 Meter × 3,3 Meter) produzieren eine Durchschnittsleistung von drei Kilowatt. Die Energie kann in sechs Nickel-Cadmium-Batterien gespeichert werden. Sarja verfügt über 24 mittlere und 12 kleine Lagekontrolltriebwerke sowie zwei große Einheiten für Bahnmanöver. In den 16 außen angebrachten Tanks können bis zu sechs Tonnen Treibstoff gelagert werden. Zum weiteren Ausbau der Station verfügt Sarja über insgesamt drei Kopplungsstutzen: am Heck befindet sich ein aktiver Kopplungsstutzen vom Typ „SSWP-M 8000“ (derzeit belegt von Swesda), im kugelförmigen Kopplungsknoten am Bug befindet sich ein androgyner Kopplungsstutzen vom Typ „APAS-89“ (derzeit belegt von PMA-1/Unity) sowie ein passiver Adapter vom Typ „SSWP G4000“ (nadir, derzeit belegt von Rasswet).

## Start und Installation
Sarja wurde am 20. November 1998 mit einer russischen Proton-K-Rakete von Baikonur aus gestartet. Die Startmasse betrug rund 24 Tonnen. Bereits wenige Tage nach dem erfolgreichen Start wurde Sarja im Rahmen der Shuttle-Mission STS-88 mit dem ersten US-Modul, dem Kopplungsknoten Unity, verbunden. Aus etwa zehn Metern Entfernung wurde Sarja am 6. Dezember vom Manipulatorarm der Raumfähre Endeavour erfasst und über den Kopplungsadapter PMA-1 an Unity angedockt. Im Rahmen von drei Außeneinsätzen wurden Strom- und Datenleitungen verbunden und Außeninstallationsarbeiten vorgenommen. Weiterhin wurden Transporthalterungen im Innenraum von Sarja entfernt und Frachtgüter für die erste Besatzung verstaut.

## Aufgaben
Bis zum Sommer 2000 übernahm Sarja die komplette Energieversorgung, Lageregelung und Klimasteuerung für die Raumstation. Bei der Kopplung mit dem Modul Swesda am 26. Juli 2000 übernahm Sarja in der Endphase die aktive Rolle. Mit fortschreitendem Aufbau der Station werden Energieversorgung und Lageregelung weitgehend von anderen Komponenten übernommen. Bestehen bleibt die Funktion als Treibstoffspeicher und Lagerraum. Auch ist in dem Modul für weitgehend automatisch ablaufende Experimente Raum vorgesehen. Im Mai 2010 wurde am freien Andockport (nadir) das russische Modul Rasswet angekoppelt.

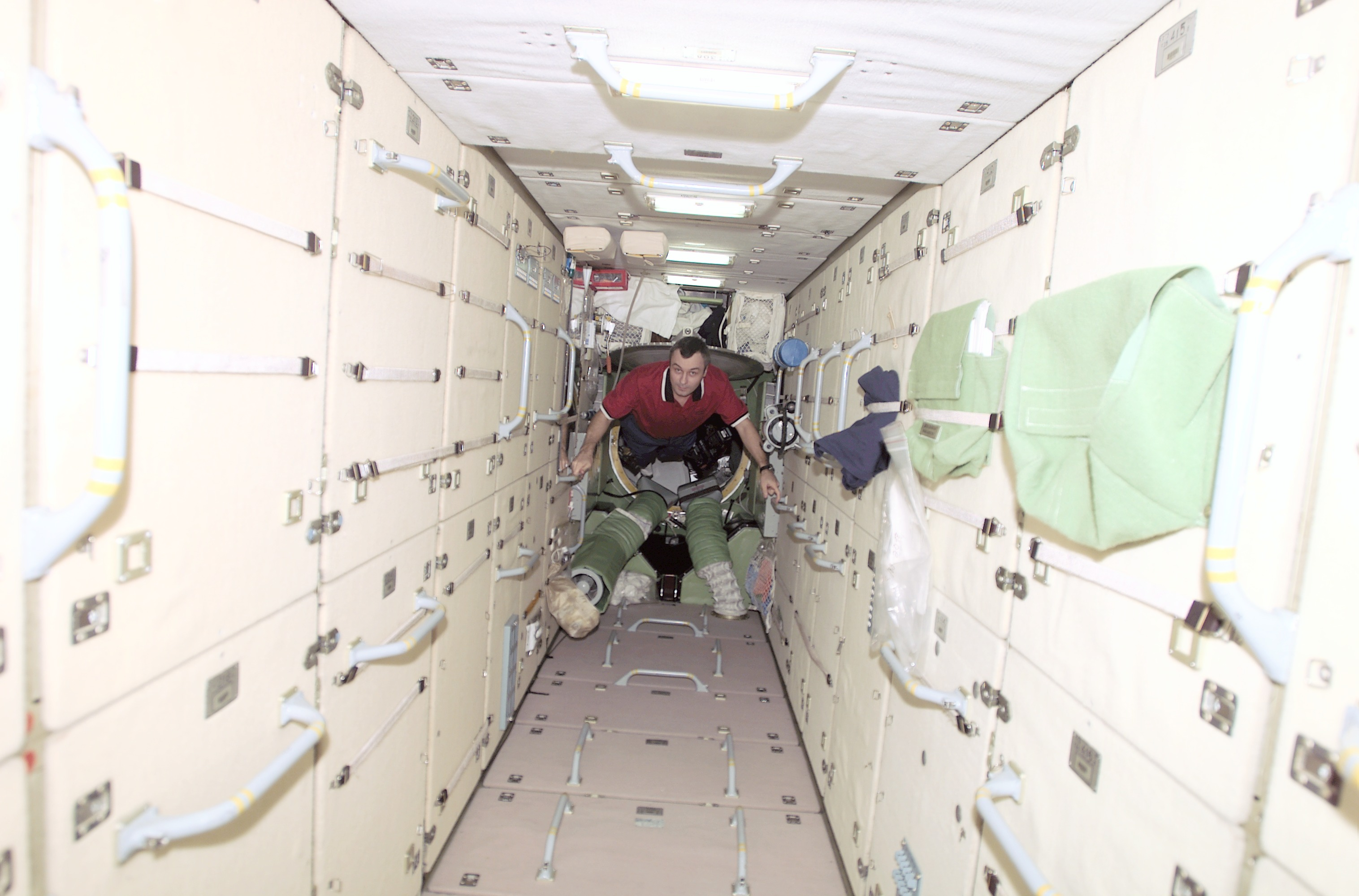
Kosmonaut Wladimir Deschurow im Inneren des Sarja-Moduls
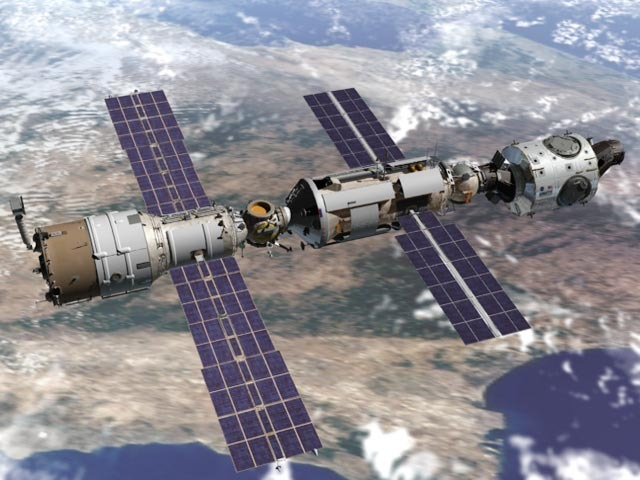
Die Module Sarja (Mitte), Swesda (links) und Unity (rechts) vereint (Computersimulation)